# Pinus bhutanica
Pinus bhutanica ist eine Pflanzenart aus der Gattung der Kiefern (Pinus) innerhalb der Familie der Kieferngewächse (Pinaceae). Das natürliche Verbreitungsgebiet liegt im Bhutan, im Nordosten von Indien und im Südwesten von China. Diese Art wurde erst 1980 erstbeschrieben, zuvor wurden die Exemplare der Art der Tränen-Kiefer (Pinus wallichiana) zugerechnet. Pinus bhutanica wird in der Roten Liste der IUCN als „nicht gefährdet“ eingestuft.

## Beschreibung

### Erscheinungsbild
Pinus bhutanica wächst als immergrüner und mit Wuchshöhen von bis zu 25 und mehr Metern großer Baum. Der Stamm ist gerade und säulenförmig und erreicht einen Brusthöhendurchmesser von bis zu 80 Zentimetern. Die Stammborke junger Bäume und die Borke der Äste ist hell graubraun und glatt. Die Stammborke älterer Bäume ist graubraun und zerbricht in kleine, durch flache Furchen getrennte Schuppen, die in kleinen Teilen abblättern. Die Äste stehen wirtelig, sie sind weit ausladend und gebogen. Die Äste höherer Ordnung sind hängend mit nach oben gerichteten Enden und bilden eine schmal konische, mehr oder weniger offene Krone. Die benadelten Zweige sind braun, dünn oder kräftig. Junge Triebe sind im ersten Jahr drüsig behaart und weiß bereift, im zweiten Jahr haben sie eine dünne, blass graugrüne Rinde.

### Knospen und Nadeln
Die vegetativen Knospen sind eiförmig-konisch und etwas harzig. Endständige Knospen sind 10 bis 15 Millimeter lang, die seitenständigen sind kleiner und stärker eiförmig. Die Niederblätter sind grau mit einer orangefarbenen Tönung oder hell rötlich braun.
Die Nadeln wachsen zu fünft in einer früh abfallenden, selten nur 1,8 meist 2 bis 3 Millimeter langen, basalen Nadelscheide aus zarten, orangebraunen Schuppen. Die Nadeln sind hängend, häufig nur an der Basis gekrümmt und sonst gerade, sehr dünn und biegsam, selten ab 12 meist 15 bis 24 und manchmal bis 28 Zentimeter lang und 1 Millimeter breit mit dreieckigem Querschnitt. Der Nadelrand ist sehr fein gesägt. Die Farbe der Nadeln ist auf der abaxialen Seite hellgrün, auf der adaxialen Seite glauk weiß. Die beiden adaxialen Seiten tragen vier bis sieben dünne Spaltöffnungslinien. Es werden drei bis vier Harzkanäle nahe der Oberfläche gebildet. Die Nadeln bleiben 1,5 bis 2 Jahre am Baum.

### Zapfen und Samen
Die Pollenzapfen wachsen spiralig angeordnet in kleinen Gruppen an der Basis junger Triebe. Die gelben, bei Reife 10 bis 20 Millimeter langen und kurz zylindrischen Pollenzapfen werden dabei teilweise von acht bis zwölf bleibenden Schuppenblättern bedeckt.
Die Samenzapfen wachsen einzeln oder zu zweit bis zu sechst in Wirteln, anfangs aufgerichtet und später hängend auf kräftigen, selten ab 1 meist 4 bis 6 Zentimeter langen Stielen. Die Zapfen sind bei einer Länge von 12 bis 20 Zentimetern zylindrisch, meist etwas gekrümmt und haben geschlossenen Durchmesser von 3 bis 4 Zentimetern und ausgereift und geöffnet Durchmesser von 5 bis 7 Zentimetern. Sie sind üblicherweise harzig und fallen bald nach der Abgabe der Samen zusammen mit dem Stiel ab. Die 60 bis 80 Samenschuppen sind matt rotbraun, keilförmig-länglich, am breitesten knapp unter der Apophyse, dünn holzig und nur wenig biegsam. Sie haben an der adaxialen Basis zwei Einbuchtungen, welche die Samen enthalten. Die Apophyse ist rhombisch, 1 bis 1,5 Zentimeter lang und 1,5 bis 2,5 Zentimeter breit, leicht erhöht, stumpf gekielt, mit einem mehr oder weniger spitzen Ende und hellbraun. Der Umbo liegt terminal und ist dunkler als die Apophyse.
Die braunen Samen sind bei einer Länge von 6 bis 8 Millimetern sowie einem Durchmesser von 4 bis 5 Millimetern verkehrt-eiförmig und leicht abgeflacht. Der Samenflügel ist grau-braun, bleibend, 15 bis 22 Millimeter lang und 7 bis 10 Millimeter breit.

## Verbreitung, Standorte und Gefährdung
Das natürliche Verbreitungsgebiet von Pinus bhutanica liegt im Bhutan, im Distrikt Kameng im nordöstlichen indischen Bundesstaat Arunachal Pradesh, im südöstlichen Teil des Autonomen Gebiets Tibet und im nordwestlichen Teil der chinesischen Provinz Yunnan.
Aus Herbarbelegen kann man auf eine Vielzahl von Waldtypen schließen, in den sie auftritt, darunter Wälder aus verschiedenen Kiefernarten, Eichen-Kiefern-Wälder, Laubmischwälder und Sekundärwälder. Typischerweise tritt sie zusammen mit immergrünen Laubbäumen in feuchten Bergwäldern auf, ihr bestes Wachstum hat sie jedoch unter etwas trockeneren Bedingungen. Im Westen des Bhutan und in West-Kameng findet man sie zusammen mit der Tränen-Kiefer (Pinus wallichiana). Im Rong-Chu-Tal in China wächst sie in Reinbeständen an steilen Felshängen. Es gibt keine Funde aus Myanmar, doch sind aufgrund des bekannten Verbreitungsgebiets Bestände auch in Kachin wahrscheinlich. Man findet Pinus bhutanica ab Höhenlagen von 1000 Metern in Indien bis in Höhenlagen von 2300 Metern im Tibet. Es gibt auch Berichte über Bestände in Höhenlagen von 750 Metern und in 2750 Metern. Das Verbreitungsgebiet kann wahrscheinlich der Winterhärtezone 8 zugerechnet werden mit mittleren jährlichen Minimaltemperaturen von −12,1 bis −6,7 °Celsius (10 bis 20 °Fahrenheit).
In der Rote Liste gefährdeter Arten der IUCN wird Pinus bhutanica als „nicht gefährdet“ (= „Least Concern“) eingestuft. Die Bestände in Bhutan, Indien und Tibet gehen kaum zurück und es werden zumindest 700 Quadratkilometer besiedelt („area of occupancy“). Trotz des eher seltenen Auftretens scheinen die Bestände auch durch Holznutzung nicht gefährdet zu sein, da Bestände von Pinus wallichiana und Pinus roxburghii einfacher zu erreichen sind.

## Systematik und Forschungsgeschichte
Die Erstbeschreibung von Pinus bhutanica erfolgte erst 1980 durch Andrew John Charles Grierson, David Geoffrey Long und Christopher Nigel Page in Notes from the Royal Botanic Garden, Edinburgh, Volume 38, Issue 2, Seite 299. Das Artepitheton bhutanica verweist auf den Bhutan, Exemplare aus diesem Gebiet wurden zuerst beschrieben.
Die Art Pinus bhutanica gehört zur Untersektion Strobus aus der Sektion Quinquefoliae in der Untergattung Strobus innerhalb der Gattung Pinus.
Exemplare der Art Pinus bhutanica wurden zuvor der Tränen-Kiefer (Pinus wallichiana) zugeordnet. Es könnten sogar Herbarexemplare von Pinus bhutanica der Tränen-Kiefer zugerechnet worden sein, da sich die beiden Arten hauptsächlich im Erscheinungsbild und in der Gestalt der nicht immer gesammelten jungen Triebe unterscheidet. Pinus bhutanica hat längere und stärker hängende Nadeln mit einer etwas anderen Anordnung der Harzkanäle, die Zapfen und die Samen ähneln sich stark. Manche Autoren rechnen daher die Populationen der Art Pinus bhutanica auch als Unterart Pinus wallichiana subsp. bhutanica (Grierson, D.G.Long & C.N.Page) Businský zu Pinus wallichiana.

## Verwendung
Über eine Nutzung des Holzes ist nichts bekannt. Pinus bhutanica wurde 1979 in Großbritannien eingeführt und gedeiht sowohl im Süden von England als auch in Irland gut. Trotz ihres ansprechenden Erscheinungsbilds und der anmutigen hängenden Nadeln beschränkt sich die Kultur von Pinus bhutanica auf botanische Gärten und Arboreten.